# Neil Citron
Neil Citron (* im 20. Jahrhundert) ist ein kanadischer Gitarrist, Tonmeister und Musikproduzent.

## Leben
Citron hatte als Jugendlicher Gitarrenunterricht bei seinem Cousin Howard Leese, der als Mitglied der Band Heart in die Rock and Roll Hall of Fame aufgenommen wurde. Mit seiner eigenen Band Prodigy trat er mehrere Jahre lang als Vorgruppe bei Tourneen u. a. von Manfred Mann, Y & T und Triumph auf. 1986 wirkte er als Studiomusiker der Band Quiet Riot an deren Album Rehab mit. Als Coautor schrieb er Musik u. a. für Dino De Laurentiis und die Bands Quiet Riots und W.A.S.P.
Als Tonmeister und Produzent arbeitete Citron zunächst im Studio Steve Vais. Mit transportabler Tontechnik begleitete er diesen auf einer einjährigen Tournee und nahm dessen Album Live at the Astoria auf. Für seine Beteiligung am Album No Substitutions: Live in Osaka von Steve Lukather und Larry Carlton erhielt er 2002 einen Grammy in der Kategorie Best Pop Instrumental Album - engineering.
Außerdem wirkte Citron auch am Soundtrack mehrerer Filme mit, darunter Ragman (1986), That Thing You Do! (1996) und Ricki and the Flash (Ricki – Wie Familie so ist, 2015).